# Saint-Alban-Auriolles

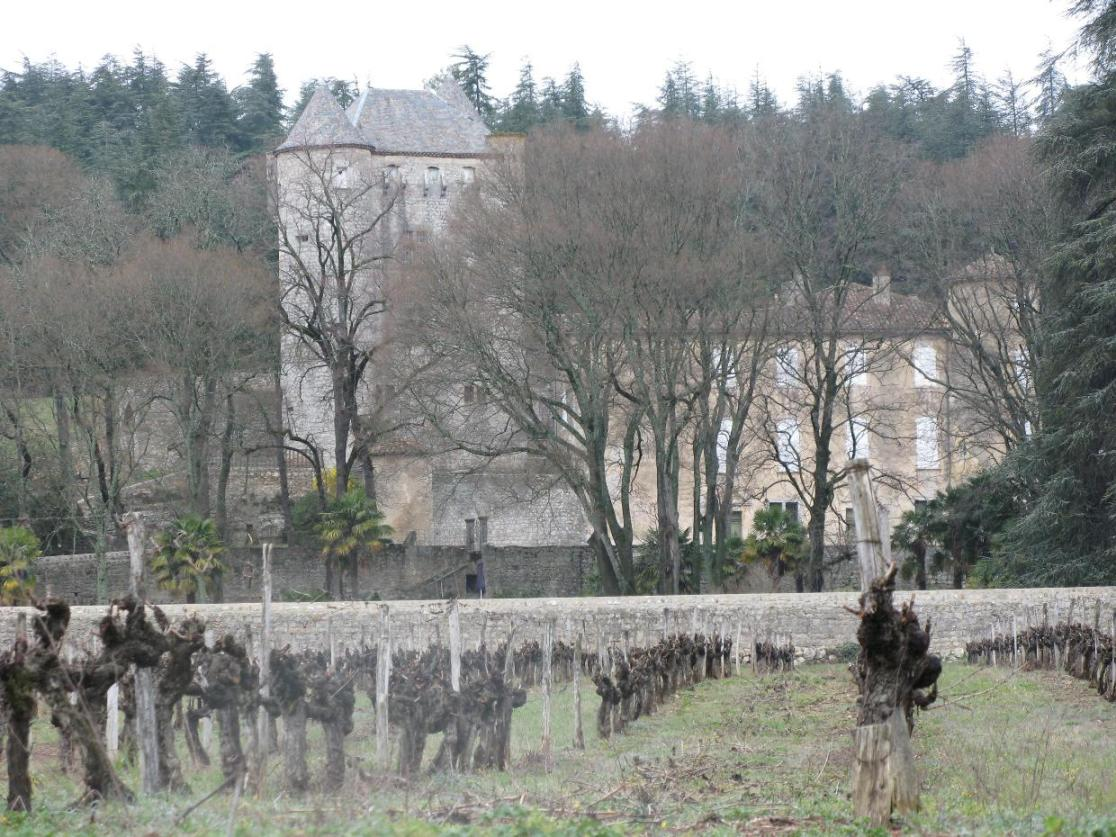
Zamek Beaumefort (2008)

Saint-Alban-Auriolles – miejscowość i gmina we Francji, w regionie Owernia-Rodan-Alpy, w departamencie Ardèche.
Według danych na rok 1990 gminę zamieszkiwały 584 osoby, a gęstość zaludnienia wynosiła 33 osoby/km² (wśród 2880 gmin regionu Rodan-Alpy Saint-Alban-Auriolles plasuje się na 1073. miejscu pod względem liczby ludności, natomiast pod względem powierzchni na miejscu 614.).

## Populacja

Populacja Saint-Alban-Auriolles w latach 1962-2008